# Ralph Konnor
Ralph Konnor (Helena, 27 gennaio 2003) è uno sciatore freestyle statunitense, specializzato in slopestyle e big air.

## Biografia
Attivo in gare FIS dal 2018 e specializzato in big air e slopestyle, Konnor ha esordito in Coppa del Mondo il 9 gennaio 2022, classificandosi 20º nello slopestyle di Mammoth Mountain vinto dal connazionale Alexander Hall. Il 16 marzo 2024 ha ottenuto il suo primo podio nel massimo circuito, concludendo 3º nello slopestyle di Tignes alle spalle dell’altro statuinitense Mac Forehand e del norvegese Tormod Frostad.

## Palmarès

### Coppa del Mondo
- Miglior piazzamento nella Coppa del Mondo generale di freestyle: 16º nel 2024
- 2 podi:
  - 2 terzi posti